# Приозёрное (Херсонский район)
Приозёрное (укр. Приозерне) — посёлок в Херсонской городской общине Херсонского района Херсонской области Украины.
Почтовый индекс — 73489. Телефонный код — 552.

## Население
Население по переписи 2001 года составляло 1501 человек.

### Языковой состав
Родной язык населения по данным переписи 2001 года:
| Язык       | Численность, чел. | Доля     |
| ---------- | ----------------- | -------- |
| Украинский | 1 234             | 82,21 %  |
| Русский    | 260               | 17,32 %  |
| Другое     | 7                 | 0,47 %   |
| Итого      | 1 501             | 100,00 % |

## Достопримечательности
- Здания монастыря над Белым озером ()